# Hélio Carlomagno
Hélio Carlomagno (Cruz Alta, 14 de janeiro de 1917 — Porto Alegre, 25 de junho de 1992) foi um político brasileiro.
Foi eleito deputado estadual, pelo PSD, para a 38ª, 39ª e 40ª Legislaturas da Assembleia Legislativa do Rio Grande do Sul, de 1951 a 1963.

Foi presidente do conselho deliberativo do Sport Club Internacional entre 1976 e 1980.